# Brauner Storchschnabel
Der Braune Storchschnabel (Geranium phaeum) ist eine Pflanzenart aus der Gattung Storchschnäbel (Geranium) innerhalb der Familie der Storchschnabelgewächse (Geraniaceae).

## Beschreibung

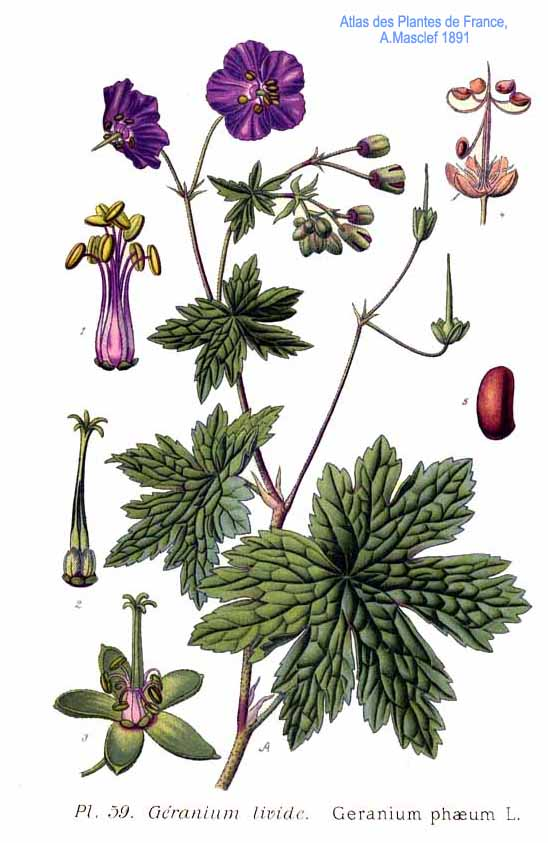
Illustration

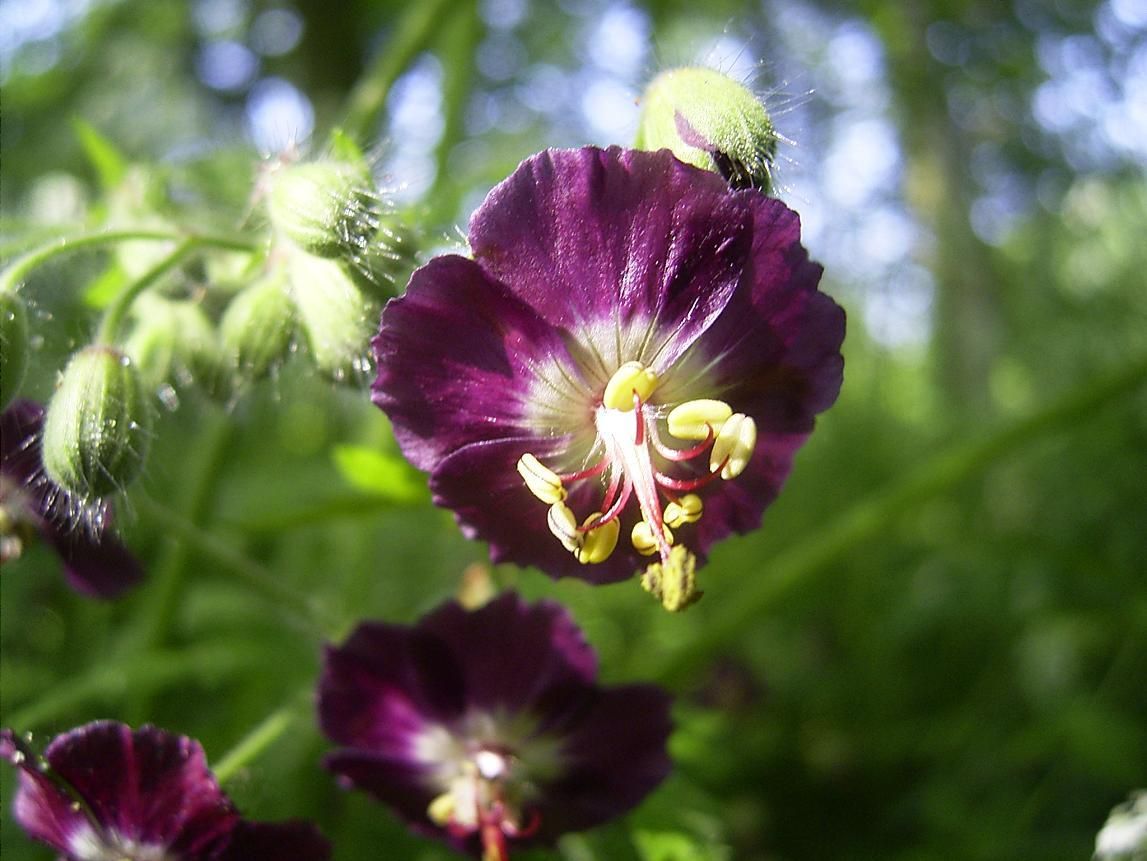
Blüte

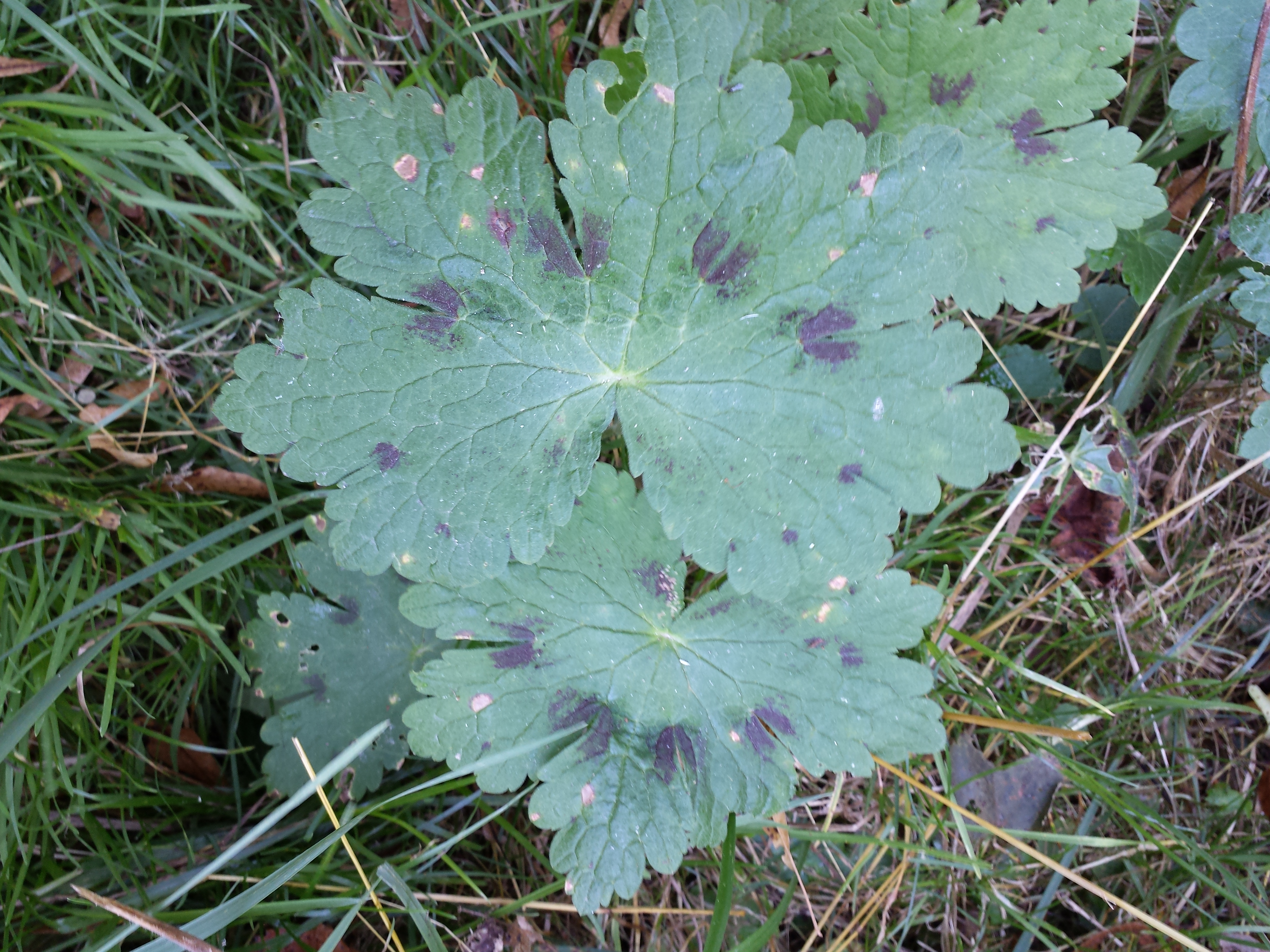
Laubblätter von Geranium phaeum subsp. phaeum

### Vegetative Merkmale
Der Braune Storchschnabel ist eine ausdauernde, krautige Pflanze. In der Blütezeit werden Wuchshöhen von etwa 30 bis 70 Zentimetern erreicht. Als Überdauerungsorgan wird ein schief absteigendes bis waagrechtes, knorriges, bis zu 1 Zentimeter dickes Rhizom gebildet, das am vorderen Ende mit Nebenblattresten besetzt ist. Der selbstständig aufrechte Stängel ist meist einfach, seltener oben etwa vom 5. oder 6. Knoten ab wenig verzweigt. Der Stängel ist im oberen Bereich mit waagrecht abstehenden Haaren besetzt, im unteren Teil aber kahl und glatt.
Die Laubblätter sind meist in Blattstiel und Blattspreite gegliedert. Der Blattstiel ist 10 bis 30 Zentimeter lang. Die grundständigen Laubblätter vertrocknen bald. Die Blattspreite ist bei einer Breite von 5 bis 10 Zentimetern rundlich nierenförmig und etwa zu dreifünftel in meist sieben Lappen geteilt. Die Blattoberseite ist locker angedrückt behaart, die -unterseite ist kahl oder nur auf den Blattadern behaart. Von den wechselständigen Stängelblättern sind meist nur die unteren drei bis fünf blattartig und gestielt, die oberen sind sitzend, mehr hochblattartig und weniger geteilt. Die Nebenblätter sind eiförmig bis lanzettlich, trockenhäutig lebhaft rotbraun.

### Generative Merkmale
Die Blütezeit reicht von Mai bis Juni. Die Blütenstände stehen einem Blatt gegenüber und sind meist viel länger als die sie tragenden Blätter oder Hochblätter. Blütenstiele und Kelche sind dicht mit waagrecht abstehenden Haaren besetzt. Die Blütenstiele sind zuerst nickend, später spitzwinklig spreizend und vom Verblühen an bis zur Samenreife herabgeschlagen.
Die zwittrigen Blüten sind bei einem Durchmesser von 14 bis 18 Millimetern radiärsymmetrisch und fünfzählig mit doppelter Blütenhülle. Die fünf Kelchblätter sind elliptisch 6 bis 7 Millimeter und zur Fruchtreife etwa 9 Millimeter lang. Die fünf Kronblätter sind bei der Unterart subsp. phaeum dunkel purpurschwarz, in Ausnahmefällen auch rosafarben oder weiß, bei der Unterart lividum schmutziglila. Die Kronblätter sind zur Vollblüte flach radförmig ausgebreitet bis zurückgeschlagen, am oberen Ende abgerundet oder schwach ausgerandet und dann etwas gezähnelt. Die Staubblätter sind länger als die Kelchblätter, aber kürzer als die Kronblätter, mit bewimperten, am Grund verbreiterten Staubfäden.
Die Frucht hat die typische storchschnabelartige Gestalt. Die Fruchtklappen sind etwa 5 Millimeter lang, braun und in der oberen Hälfte querrunzelig.
Die Chromosomenzahl beträgt 2n = 14 oder 28.

## Vorkommen

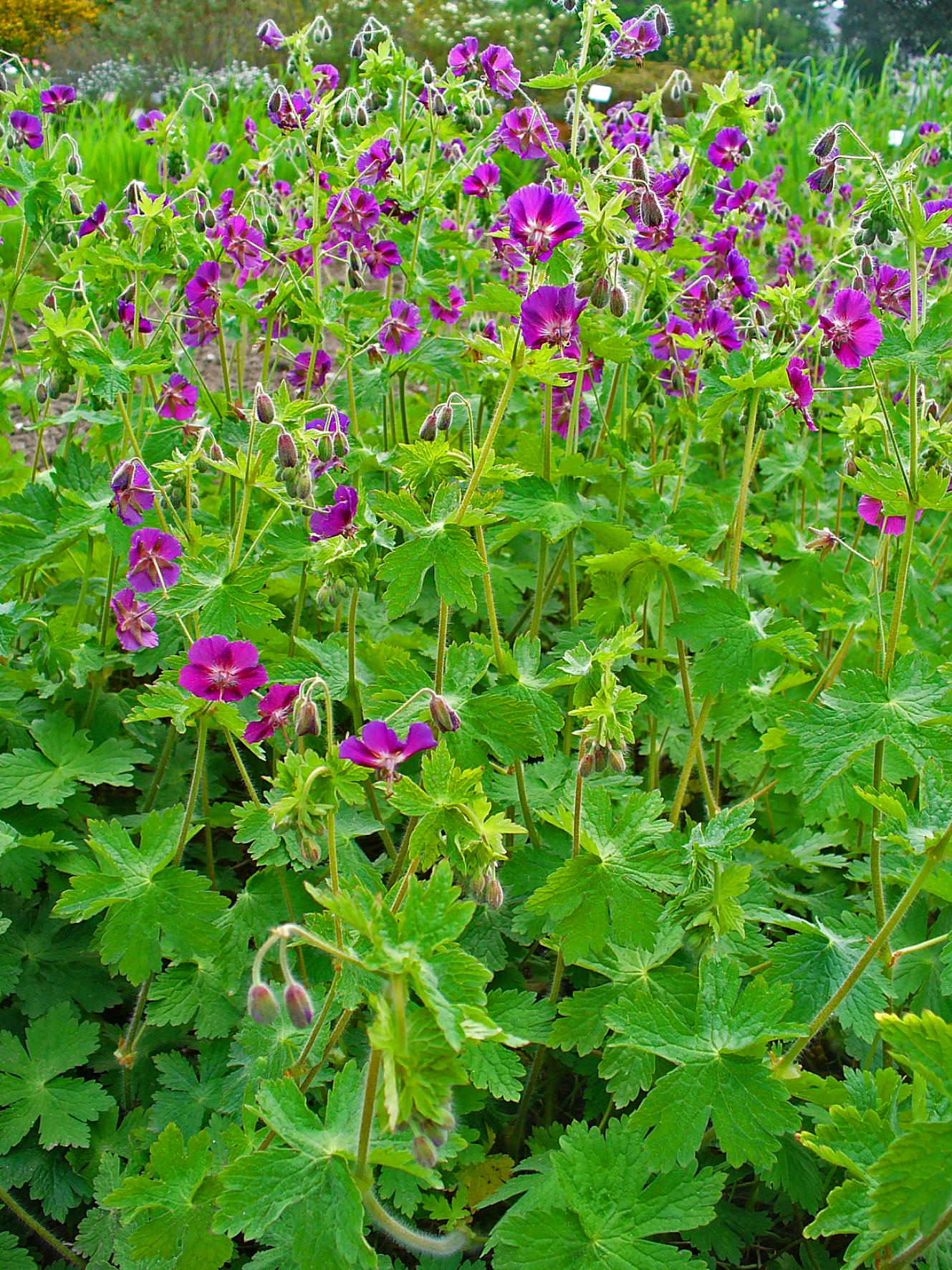
Bestand des Braunen Storchschnabels (Geranium phaeum)

Das Verbreitungsgebiet von Geranium phaeum umfasst Süd-, Mittel- und Osteuropa. Die ursprüngliche Heimat sind die Länder Spanien, Italien, Frankreich, die Schweiz, Österreich, die Balkanhalbinsel, Bulgarien, Ungarn, Tschechien, die Slowakei, Polen, Belarus, Rumänien und die Ukraine. Der Braune Storchschnabel ist in Großbritannien, Irland, den Niederlanden, Belgien, Dänemark, Schweden und Finnland stellenweise ein eingebürgerter Neophyt. Der Braune Storchschnabel gedeiht im präalpinen Bereich. Geranium phaeum ist bis nach Südschweden und Finnland als Neophyt verwildert eingebürgert. Er wächst bevorzugt an schattigen und oft feuchten Waldsäumen, an Gebüschrändern und in Parks. Er kommt in Mitteleuropa in Saumgesellschaften des Trifolion medii vor, außerdem in Arrhenatheretalia-Gesellschaften oder im Verband Alno-Ulmion. Ob der Braune Storchschnabel in Deutschland einheimisch ist, ist nicht gesichert.

### Vorkommen in Baden-Württemberg
Der Braune Storchschnabel kommt in Baden-Württemberg als Neophyt vor. Ausgehend von einem angepflanzten Vorkommen in Calw hat er sich speziell im Enz- und Nagoldtal in den Gehölzsäumen an den Ufern der beiden Flüsse ausgebreitet und eingebürgert. Das erste Vorkommen war der Garten des Botanikers Karl Friedrich von Gärtner in Calw. Schon die erste Flora von Württemberg (1834) berichtet von einem verwilderten Vorkommen. Das Vorkommen wird später mehrfach bestätigt, zuletzt auch 2015. Verbreitet hat sich die Art dann wohl durch Samen mit gelegentlichen Hochwassern der Nagold, die in die Enz fließt. Und so reihen sich die dortigen Vorkommen wie in einer Linie an: Calw (zuerst vor 1834), Bad Liebenzell-Ernstmühl (1971), Unterreichenbach bei Calw (1990), Niefern-Öschelbronn bei Pforzheim (1991), Dürrmenz bei Mühlacker (1991), Roßwag bei Vaihingen an der Enz mit zwei Vorkommen (1991 und 2022), Oberriexingen (1976, bestätigt 2010). Eine ähnliche Ausbreitung entlang von Tälern hat auch Kopecky (1975) im Adlergebirge in Tschechien beobachten können. Die Wuchsorte im Enz- und Nagoldtal bilden aber keine zusammenhängenden Vorkommen, es sind lauter einzelne Wuchsstellen mit jeweils weniger als 100 Pflanzen. Sie könnten sich aber unter günstigen Voraussetzungen langsam noch weiter verdichten. So kam 2014 noch ein Vorkommen zwischen Unterreichenbach und Niefern neu hinzu.

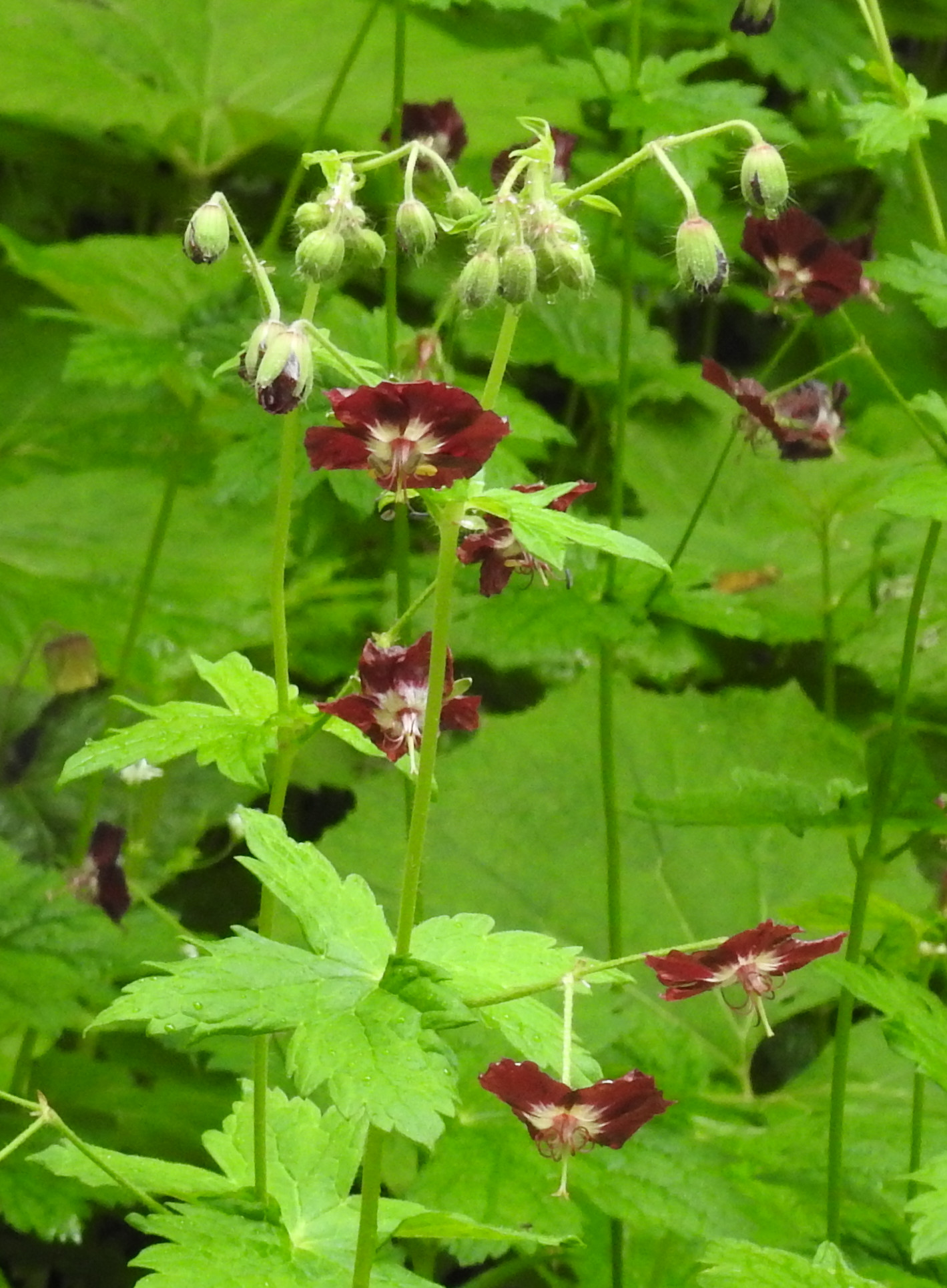
Geranium phaeum subsp. phaeum

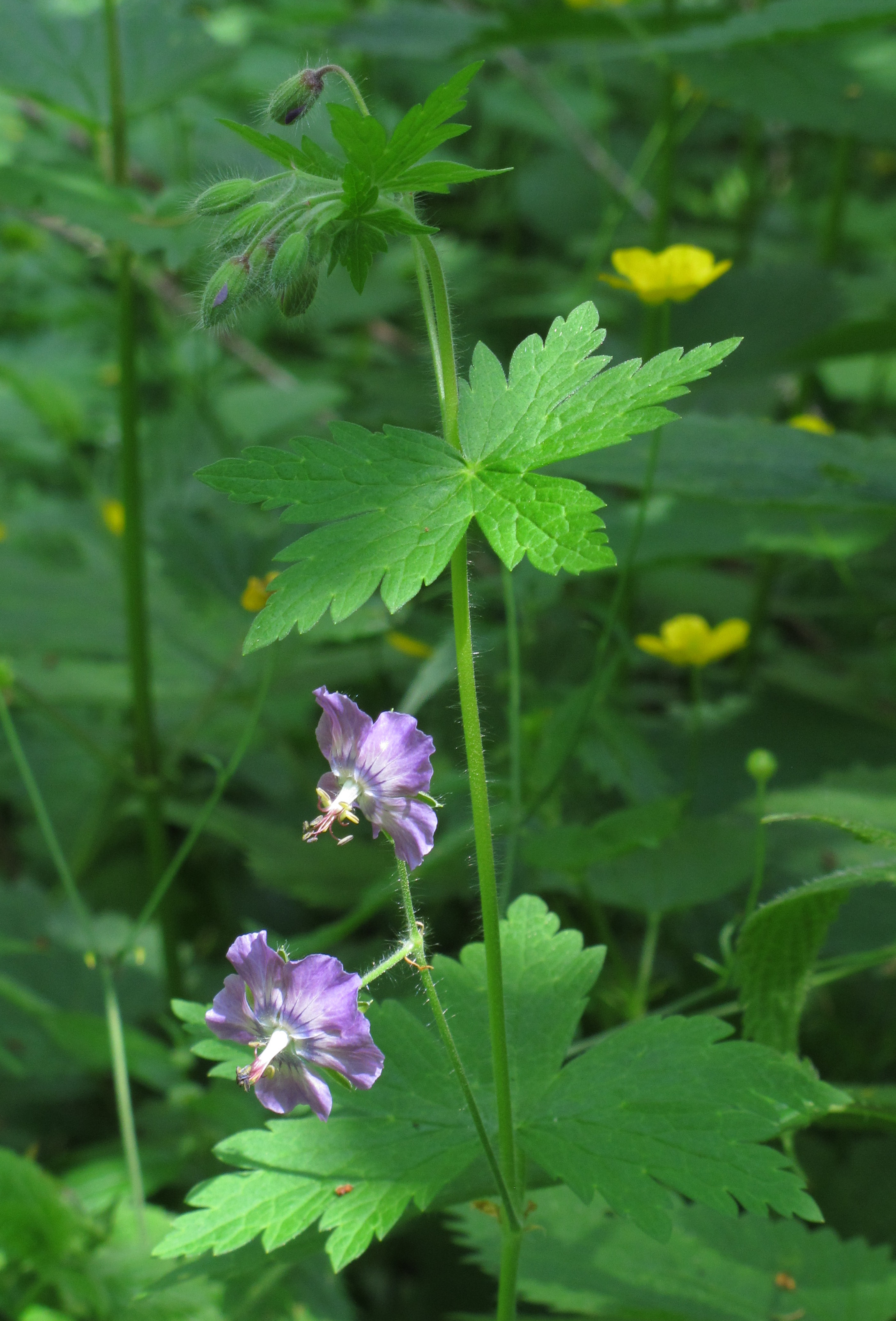
Geranium phaeum subsp. lividum

## Systematik
Die Erstveröffentlichung von Geranium phaeum erfolgte durch Carl von Linné.
Auf Grund von Fruchtmerkmalen werden Geranium phaeum sowie einige andere Arten in einer eigenen Untergattung (Erodioidea) zusammengefasst.
Folgende Unterarten (bzw. Varietäten) können unterschieden werden:
- Geranium phaeum L. subsp. phaeum: Die ökologischen Zeigerwerte nach Landolt et al. 2010 sind für diese Unterart in der Schweiz: Feuchtezahl F = 3+ (feucht), Lichtzahl L = 3 (halbschattig), Reaktionszahl R = 4 (neutral bis basisch), Temperaturzahl T = 3 (montan), Nährstoffzahl N = 4 (nährstoffreich), Kontinentalitätszahl K = 4 (subkontinental).[5]
- Blassvioletter Storchschnabel (Geranium phaeum subsp. lividum (L'Hér.) Hayek, Syn.: Geranium phaeum var. lividum (L'Hér.) W.D.J.Koch)

## Ökologie
Blütenbesucher sind ausschließlich Apiden, im Gebirge Hummeln, im Tiefland besonders Honigbienen.

## Nutzung

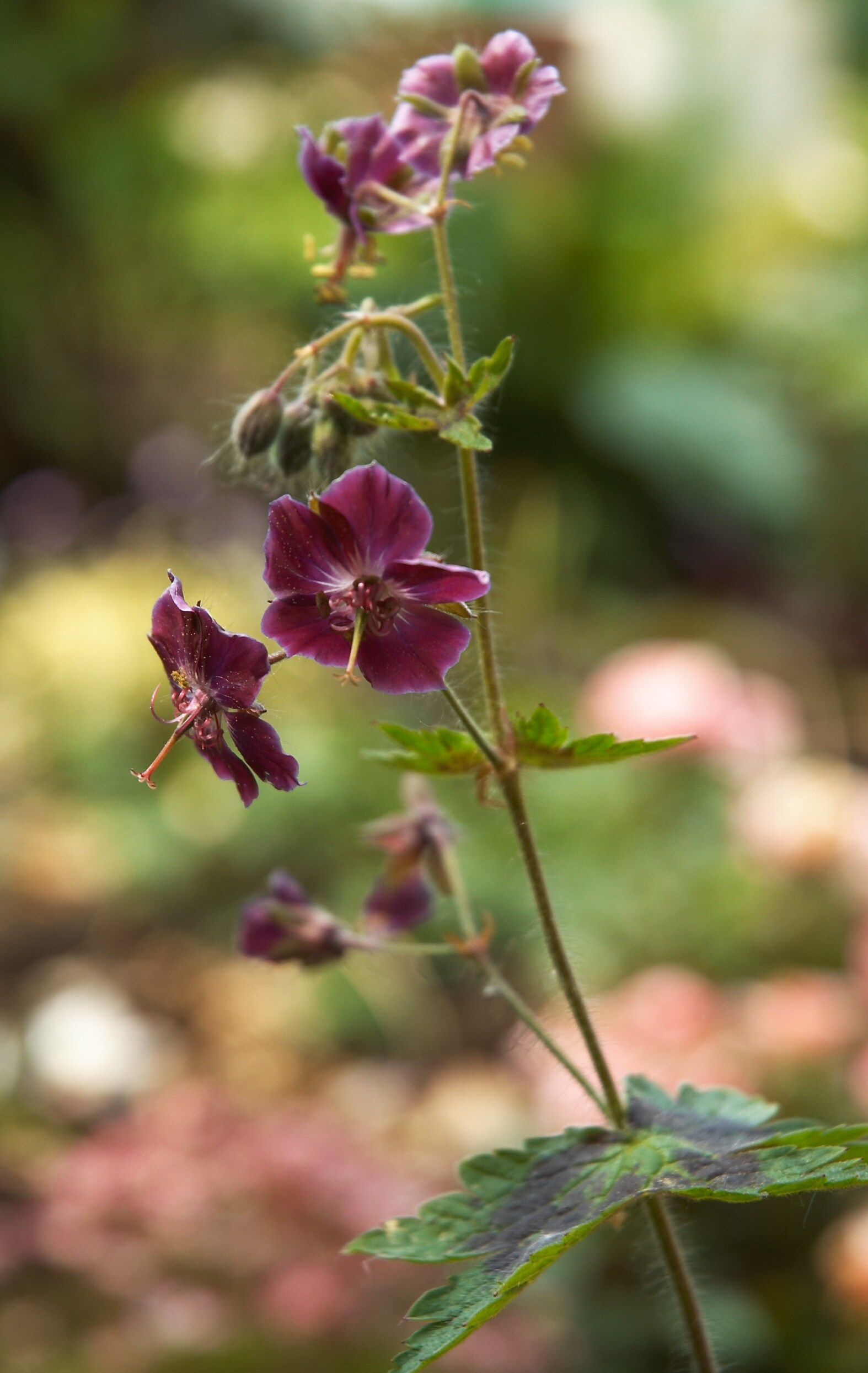
Die Sorte ‘Samobor’

Eine Vielzahl an Sorten von Geranium phaeum werden in den gemäßigten Zonen in Parks und Gärten als Zierpflanzen verwendet. Sie unterscheiden sich durch unterschiedliche Wuchshöhen, im Wuchsverhalten, in der Blütenfarbe und in der Laubfärbung. Hier eine kurze Auswahl: ‘Album’, ‘Joan Baker’, ‘Lily Lovell’, ‘Samobor’ Strangman, ‘Variegatum’.

## Pharmakologie
Experimente mit einem Extrakt des Braunen Storchschnabels zeigten im Laborexperiment eine hemmende Wirkung auf die HIV-1-Reverse Transkriptase.